# Herøy (Møre og Romsdal)
Pour les articles homonymes, voir Herøy.
Herøy est une kommune de Norvège. Elle est située dans le comté de Møre og Romsdal.